# Estero Punitaqui
Estero Punitaqui är ett vattendrag i Chile.   Det ligger i regionen Región de Coquimbo, i den centrala delen av landet, 300 km norr om huvudstaden Santiago de Chile.
Omgivningarna runt Estero Punitaqui är i huvudsak ett öppet busklandskap. Runt Estero Punitaqui är det glesbefolkat, med 20 invånare per kvadratkilometer.